# Metrostation Praterstern
Praterstern is een metrostation in het district Leopoldstadt van de Oostenrijkse hoofdstad Wenen onder het gelijknamige spoorwegstation. Het station werd geopend op 28 februari 1981 en wordt bediend door de lijnen U1 en U2. 

## Geschiedenis

### Aanleg
Op 26 januari 1968 werd besloten om een metronet aan te leggen. Naast de ombouw van de bestaande Stadtbahn- en tramlijnen werd een geheel nieuwe lijn, de U1, tussen het zuiden van de stad en Praterstern in het plan opgenomen. De nadere uitwerking van het metronet, de U-Bahn-Netzvariante M uit 1970, kende een vertakking van lijn 1 ter hoogte van het S-Bahn station Praterstern. De zuidtak op de rechteroever van de Donau naar het stadion lopen, terwijl de noordtak de Donau via een metrobrug zou kruisen naar de linkeroever. Om de splitsing in de toekomst mogelijk te maken werd naast een eilandperron de ruwbouw voor een zijperron gebouwd. Het station werd geopend op 28 februari 1981 als onderdeel van de derde verlenging (Nestroyplatz–Praterstern) van de U1 en was tot 3 september 1982 het noordelijke eindpunt van de lijn. 

### Wijzigingen
Op 7 september 1981, een half jaar na de opening van Praterstern, werd de wens van een ringlijn om het centrum ingevuld door de lijn U2/U4 die gevormd werd door een vertakking bij Schottenring waarover metrostellen tussen de U2 en de U4 konden wisselen. Deze dienst werd al na drie weken gestaakt naar aanleiding van de verstoringen die ze veroorzaakte in de dienstuitvoering. Deze mislukte praktijkproef was de reden om het idee van vertakkingen los te laten. Voor Praterstern betekende dit dat de combinatie van eiland- en zijperron overbodig werd. Vanaf 1990 werd gekeken naar twee routes om de U2 te verbinden met Donaustadt, in 1998 werd besloten tot de noordelijke variant. Hierdoor werd de U2 vanaf Schottenring doorgetrokken naar Praterstern en de niet gerealiseerde tak ten zuiden van Praterstern werd als onderdeel van de U2 alsnog gebouwd. Tussen 2001 en 2003 werd het station omgebouwd waarbij het eilandperron van de U1 werd vervangen door twee zijperrons om de grotere reizigersstroom in verband met de U2 te kunnen verwerken. Op 10 mei 2008 werd de verlenging van de U2 bij Praterstern geopend. 
De dag voor de opening werd tramlijn 21 alsmede de gelegenheidslijnen 8, naar het stadion, en 81, naar de jaarbeurs, opgeheven. Op 9 mei 2008 reed de hele dag historisch materieel op deze lijnen en een tram met rouwkrans voerde de laatste rit van lijn 21 uit met reizigers in uitgelaten stemming.

## Ligging en inrichting
Het metrostation heeft drie toegangen, de gemeenschappelijke verdeelhal ligt onder het S-Bahn station, terwijl bij de Lassallestraße een toegangsgebouw boven de sporen van U1 ligt en bij de Ausstellungsstraße een toegangsgebouw boven het oostelijke perroneinde van de U2. Het eilandperron van de U2 is direct met een lift en een roltrapgroep verbonden met de verdeelhal. De perrons van de U1 liggen sinds de ombouw van 2003 aan de zuidrand van de respectievelijke sporen en zijn naast de eigen toegang vanuit de verdeelhal bereikbaar via een verbindingstunnel.
Deze tunnel is sinds 2008 opgesierd met een geëmailleerde wandschildering, „… einen Traum träumen …“ naar een ontwerp van Susanne Zemrosser. Het laat afbeeldingen, in naïeve kinderstijl, van de Wurstelprater en objecten uit het Pratermuseum zien. Het geheel werd met de hand geschilderd door Ernesto Müller en Martina Schatz. De wandschildering van 50,6 m bij 2,5 meter is in het Guinness Book of Records als langste gebrande Email afbeelding ter wereld opgenomen.

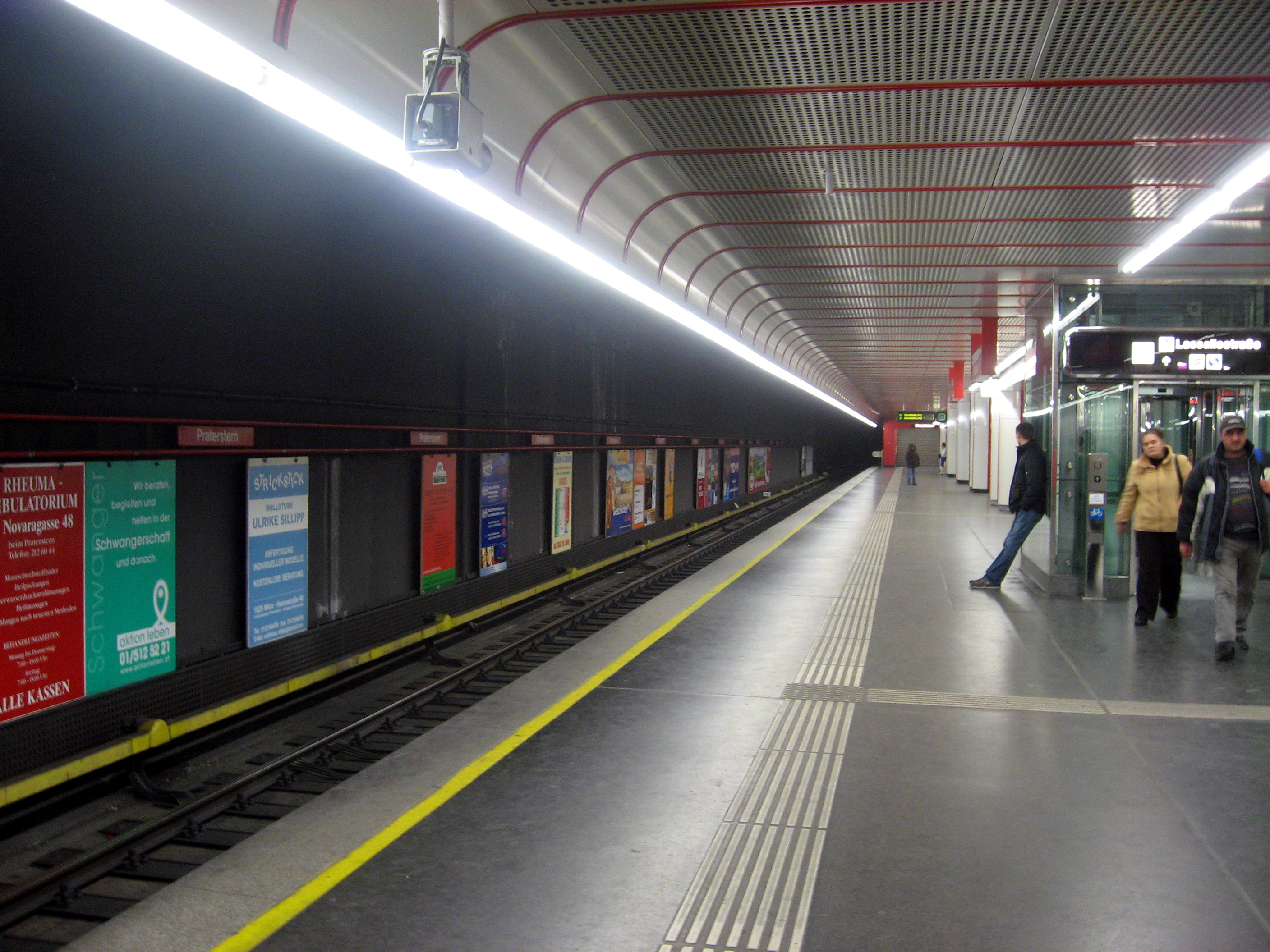
U1
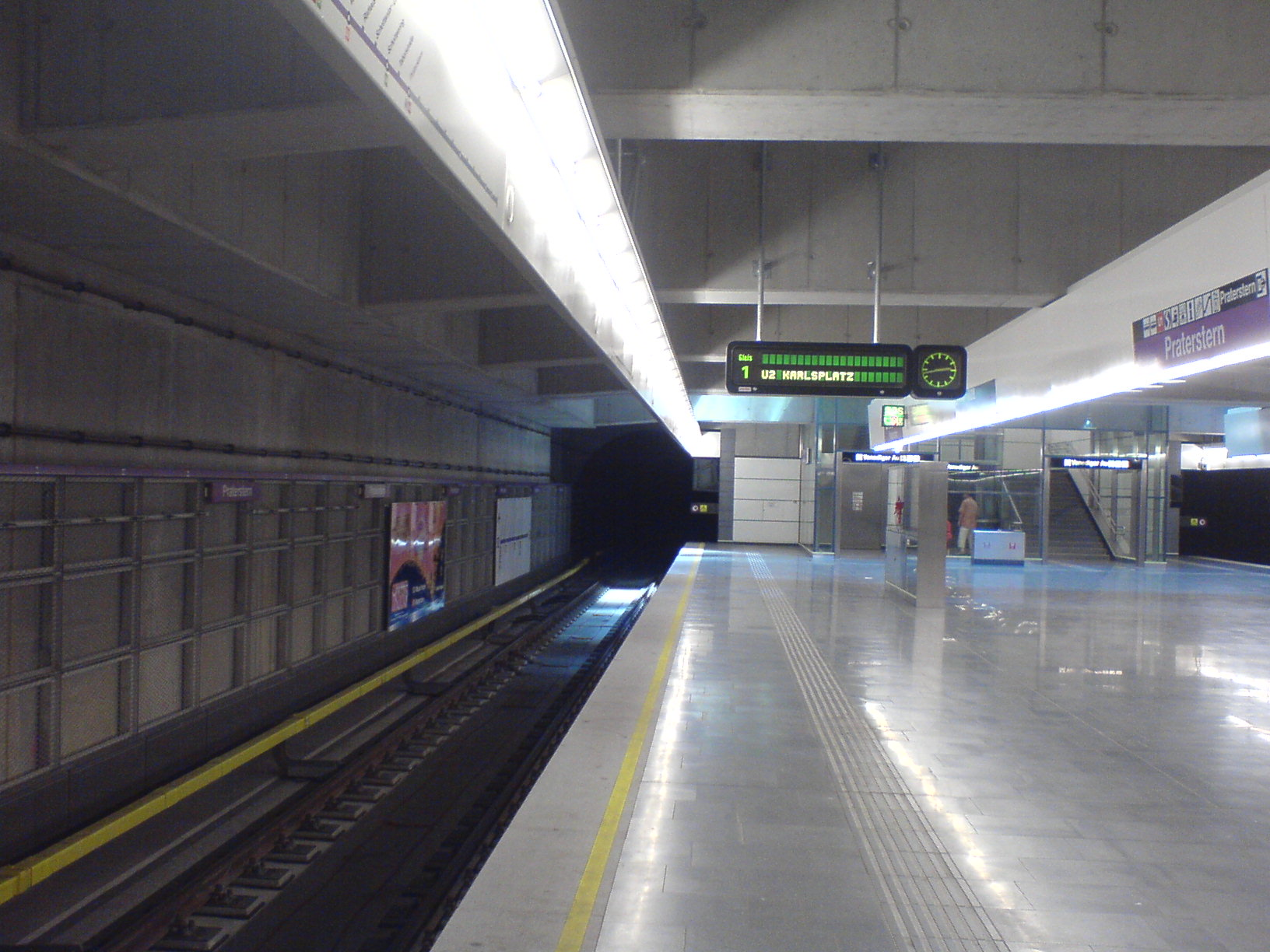
U2
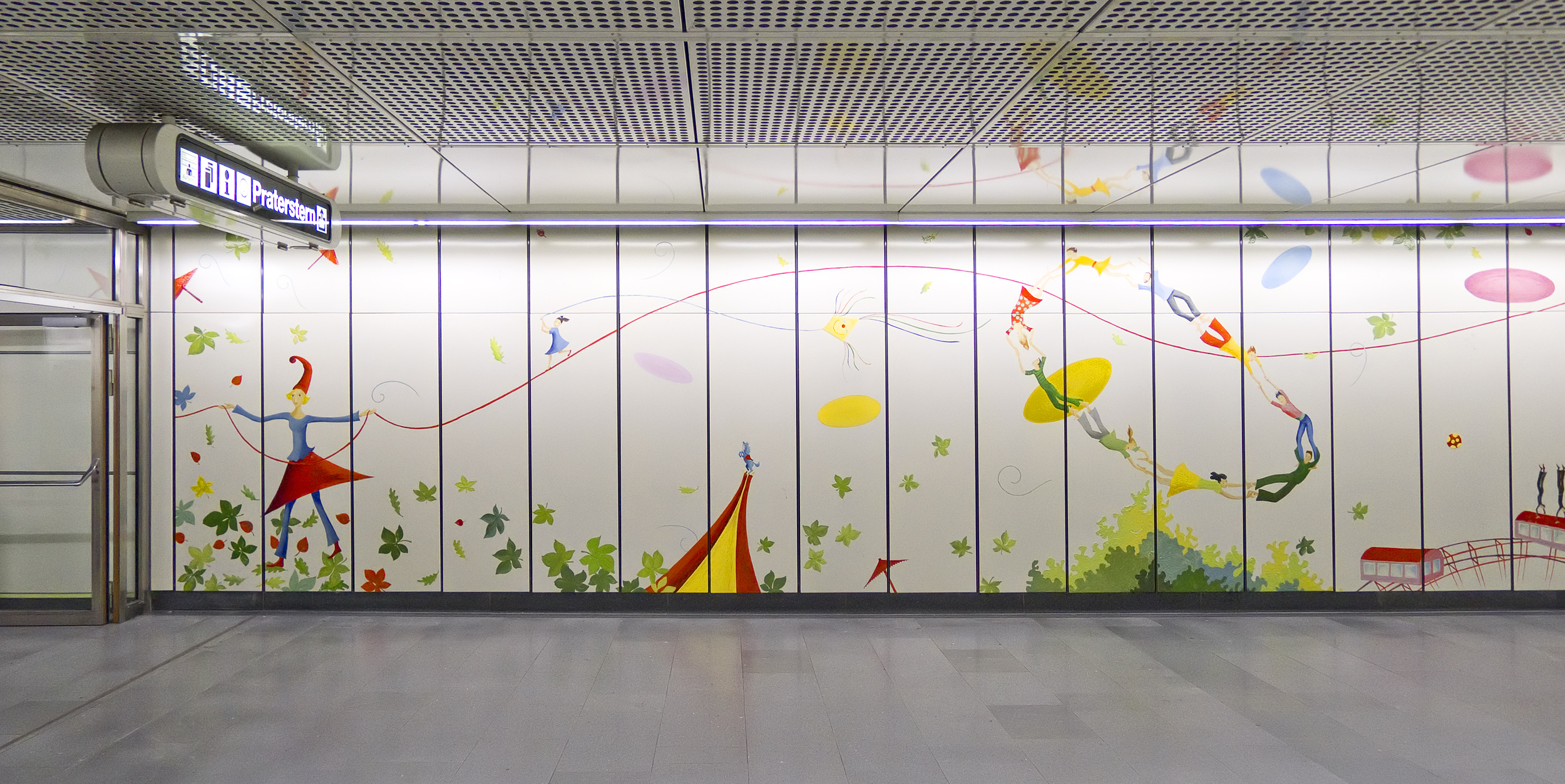
… einen Traum träumen …